# Університет Біфросту
Університет Біфросту (ісл. Bifröst University) — розташований в долині Norðurárdalur, приблизно 30 км на північ від Borgarnes в Ісландії. Спочатку був бізнес школою. Пропонує ступені в галузі правознавства і соціальних наук як на бакалавра так і на магістра. Станом на 2011 рік в університеті навчалось 573 студентів. Студенти та персонал мешкають в кампусі, який є одним з двох університетських кампусів в Ісландії. Однак, багато студентів є в програмі дистанційного навчання.

## Історія
Університет був заснований в Рейк'явік в 1918 році як середня школа під назвою Кооперативний технікум (Samvinnuskólinn). Школа була керована ісландським кооперативним рухом (Samband íslenskra samvinnufélaga) і була призначена як навчальний коледж для співробітників кооперативних магазинів та інших учасників руху. Засновник і перший директор школи був Jónas Jónsson з Hrifla, який був протягом багатьох років членом парламенту від Прогресивної партії. Він навчався в Askov народна школа в Данії та Ruskin College в Оксфорді, і його ідеї про виховання були новаторськими для того часу.
У 1955 році школа переїхала в його нинішнє місце в сільській місцевості. У декількох хвилинах ходьби від кампуса Озеро Hreðavatn, водоспад Glanni, і вулкани Grábrók і Grábrókarfell. Спочатку школа пропонувала житлову програму на два роки в Роздрібному управлінні для студентів у віці приблизно шістнадцяти до вісімнадцяти років. У 1980-х і 1990-х років, школа повільно перетворюється в установу університетського рівня, пропонуючи диплом і програми бакалавра в області бізнесу.
У 1998 році був відкритий тунель, який скоротив час водіння з Рейк'явіка в Біфрост до близько години-півтори. В ісландському суспільстві збільшився попит на вищу освіту, і нове законодавство уповноважило університети стягувати плату. Біфрост скористався цими подіями, значно розширив свої програми і кількість студентів.
У 2006 році ім'я установи була змінена з «Біфрост школи бізнесу» в «Університет Біфросту». У тому ж році ректор школи пішов у відставку на тлі суперечок, пов'язаних із звинуваченнями у фінансових махінаціях.

## Життя в кампусі
Біля універститету розташований супермаркет, але студенти рідко там бувають, тому що ціни там в два раза вищі. Зазвичай в ісландських студентів є машина на якій вони їздять в Боргарнес на закупи. Університет також надає машину для студентів по обміну, яку вони можуть бронювати і їздити на закупи або в Рейк'явік. Також на території кампусу є дитячий садок, житла студентів та персоналу і зона відпочинку (у тому числі фітнес-зал, сауна, гарячі ванни, солярій, і футбол і баскетбол).